# Парк Победы (Саратов)
Парк Побе́ды — мемориальный комплекс, расположенный в городе Саратов на Соколовой горе в Волжском районе города.

## История

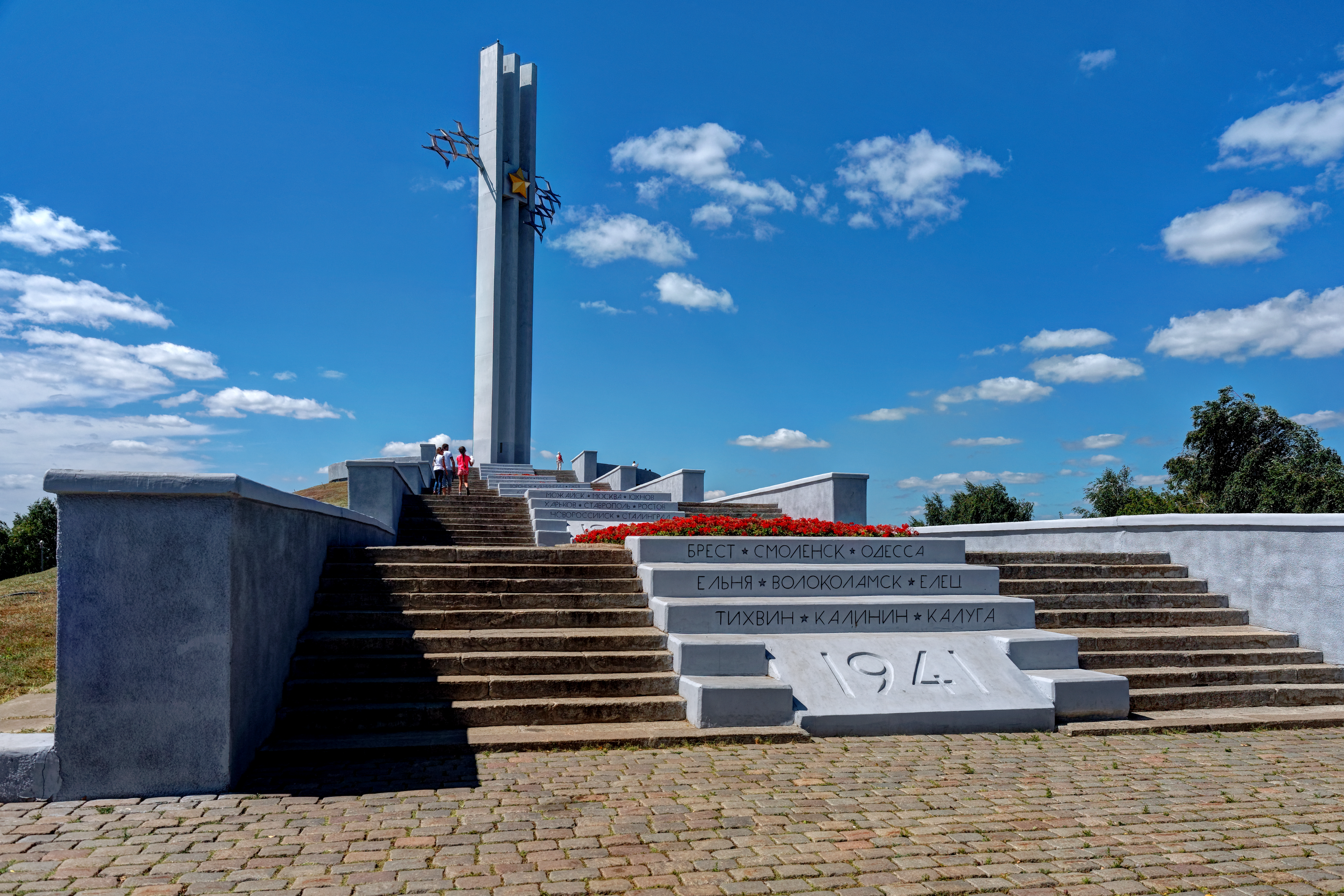
Стела «Журавли»

Парк победы был построен в 1975 году в честь 30-летия Победы в Великой Отечественной войне. Для этого на Соколовой горе были выделены 80 га территории. Парк был заложен 19 апреля 1975 г. во время субботника, а символический камень в основание запланированного монумента «Журавли» поставил первый секретарь обкома КПСС Шибаев Алексей Иванович.
Через семь лет, в 1982 году, по проекту архитектора Менякина Юрия Ивановича был установлен 40-метровый монумент «Журавли» — памятник саратовцам, погибшим в годы Великой Отечественной войны. Только в первые дни войны свыше 130 тысяч жителей города Саратова ушли добровольцами на фронт. К этому времени в парке уже была благоустроенная главная аллея, в парке уже посадили зелёные насаждения, работал музей боевой славы.
9 мая 1999 года в парке Победы был торжественно открыт Саратовский государственный музей боевой славы, который представил уникальную экспозицию военной и сельскохозяйственной техники, насчитывающую на 2020 год более чем 210 экспонатов. В их числе самые известные образцы советской и российской военной техники: реактивные системы залпового огня БМ-13 «Катюша» (макет), БМ-24, БМ-21 «Град», танковая и самоходная артиллерийская техника, в том числе Т-34-85, ИСУ-152, Т-80, артиллерийские орудия, бронетехника, и т. д., в наличии также крупный парк авиационной техники. Первый экспонат Саратовского государственного музея боевой славы на территории Парка Победы — палубный штурмовик Як-38, установленный на пьедестале перед входом в Парк.

## Наше время

Аллея Героев, Парк Победы (Саратов)

Аллея «Дни воинской славы России»

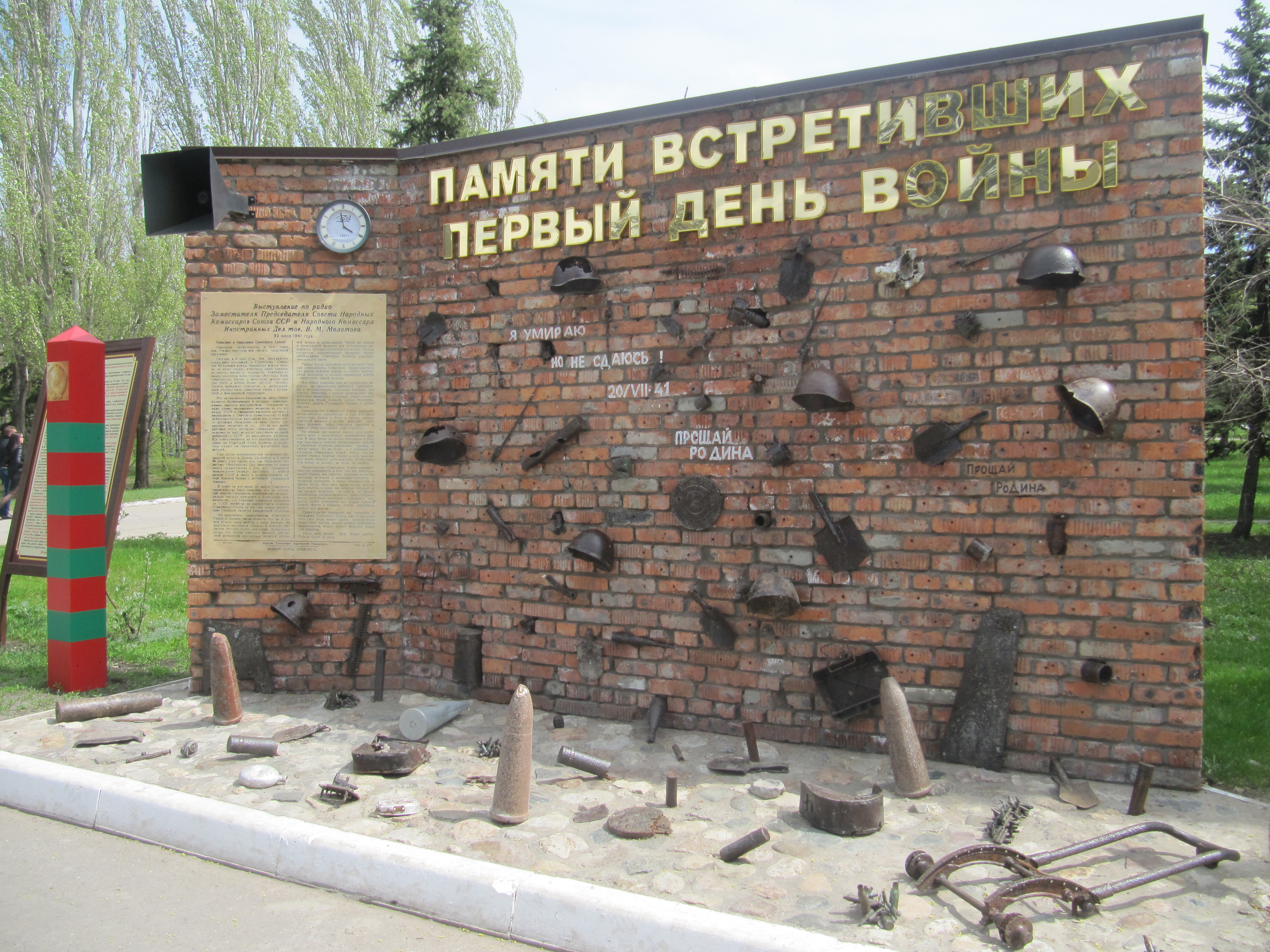
Памяти встретивших первый день войны

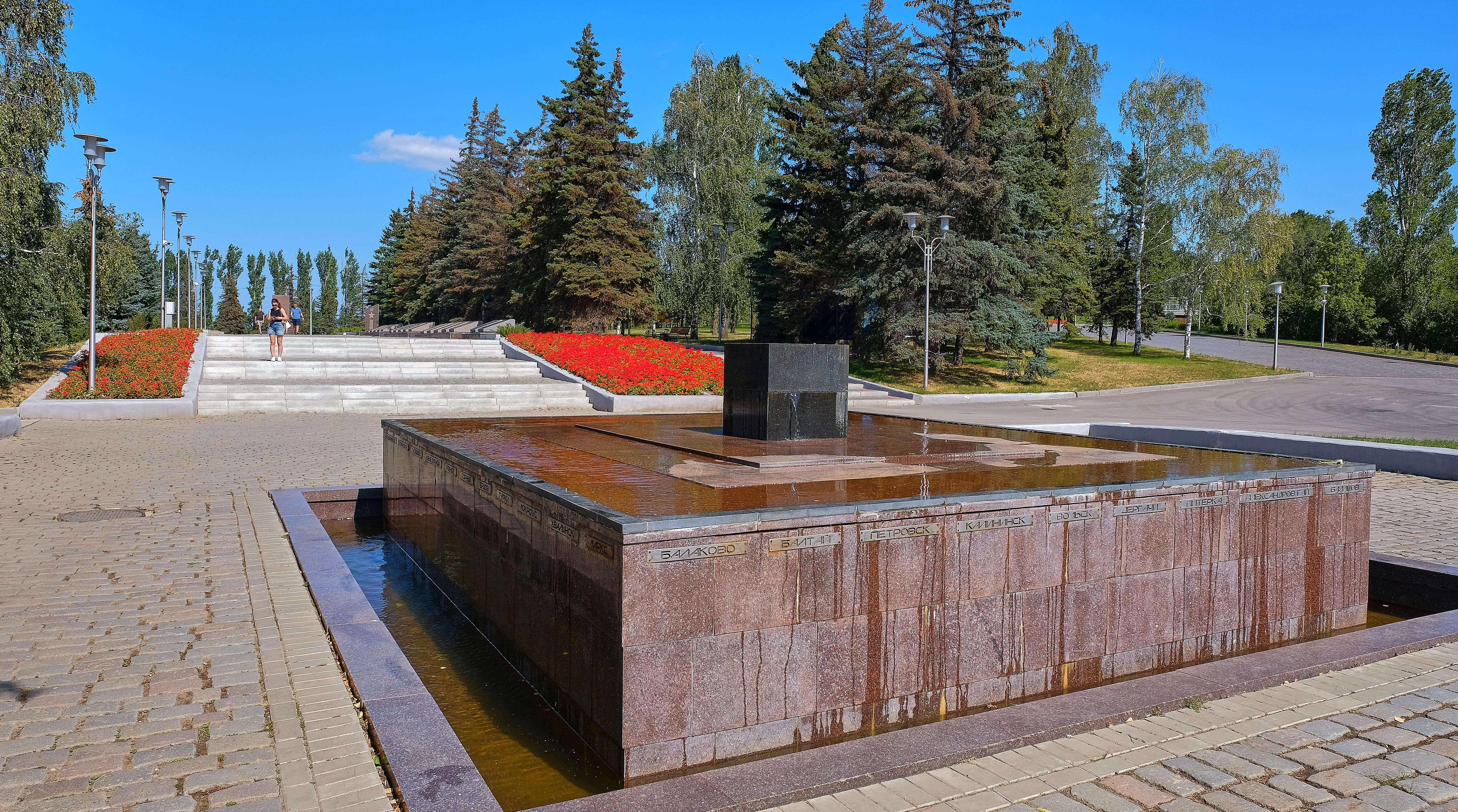
Фонтан памяти «Плачущий камень»

Сейчас на территории парка действует Саратовский историко-патриотический комплекс Музей боевой и трудовой славы, который представляет своим посетителям огромную коллекцию оружия и военной техники времён Великой Отечественной войны, а также современные образцы вооружений.
На экспозиции сельскохозяйственной техники представлено всё от плуга до комбайна, включая полевой стан.
С июля 2014 года в музее действует аудиогид. Более двухсот экспонатов получили индивидуальное звуковое сопровождение.
9 мая 2000 года торжественно открыта Аллея Героев: ряд мраморных плит с именами земляков — Героев Советского Союза и России, и полных кавалеров Ордена Славы. В 2005 году за ними были установлены бюсты троих дважды Героев Советского Союза: Шилина А. П., Скоморохова Н. М. и Крылова Н. И.
9 мая 2013 года торжественно открыта Аллея «Дни воинской славы России», на которой установлены памятники выдающимся полководцам, флотоводцам и государственным деятелям, внёсшим существенный вклад в историю России: Александр Невский, Дмитрий Донской, Пётр I, Фёдор Ушаков, Александр Суворов, Михаил Кутузов, Павел Нахимов, Георгий Жуков, Константин Рокоссовский, Алексей Брусилов. Скульптурная мастерская Михаила Сердюкова (Краснодар).
В 2003 году в парке открылась Национальная деревня народов Саратовской области с самыми настоящими домами, юртами, замками народов Саратовской области. Здесь можно ощутить атмосферу прошлого не только русских, но и татар, армян, башкир, грузин и других народов, проживающих в Саратовской области.
Парк Победы — излюбленное место для отдыха горожан и гостей города. Для них сделаны дорожки, места для отдыха и обзорные площадки, с которых открывается вид на Саратов и Энгельс.
9 мая 2015 года в парке открылся павильон трудовой славы, на двух этажах которого представлена история развития саратовского производства, науки, и сельского хозяйства с ΧΙΧ века и до современности; приведены документальные и предметные свидетельства трудового подвига жителей Саратовской области в годы Великой Отечественной войны.

## Памятники в Парке Победы
| Изображение | Описание |
| ----------- | --- |
|             | Молчащий колокол — Памятник павшим на полях сражений. Надпись на монументе: «Застыли слёзы тех, кто плачет на Руси. Умолк и колокол.» Скульпторы — братья Андрей и Сергей Щербаковы. Торжественное открытие 9 мая 2000 г.                                                              |
|             | Памятник малолетним узникам фашизма. Надпись на пьедестале: «Люди мира, на минуту встаньте». Скульпторы — братья Андрей и Сергей Щербаковы. Торжественное открытие 22 июня 2003 г. |
|             | Защитившим от атома. Памятник участникам ликвидации радиационных аварий, катастроф и испытаний ядерного оружия. Скульптор Андрей Щербаков. Торжественное открытие 27 декабря 2011 г.                                                                                                   |
|             | Памятник землякам, погибшим в локальных войнах. Надпись на основании: «Прошедшим огонь войны». Скульптор Садовский А. А. Торжественное открытие 3 ноября 2009 г. |
|             | Памятник пожарным и спасателям Саратова, погибшим при исполнении служебного долга. У подножия — плиты с именами погибших. Скульптор Василий Кузьмин. Торжественное открытие 30 апреля 2014 г. к 365-летию пожарной охраны России.                                                      |
|             | Памятник Пограничникам всех поколений. Скульптор Кузьмин В. А. Торжественное открытие 24 мая 2014 г. |
|             | Памятник Путёвка в жизнь Борьбе с детской беспризорностью посвящается. Торжественное открытие 9 мая 2024 г. |
|             | |
|             | Мария Лиманская — регулировщица Победы. Скульпторы — братья Андрей и Сергей Щербаковы. Торжественное открытие 8 мая 2025 г. |
|             | В начале главной аллеи установлен мемориальный памятник, у которого горит вечный огонь — в память о тех, кто погиб в Великой Отечественной войне. Взорам тех, кто приходит на Соколовую гору, представляется надпись: «Более 300 тысяч саратовцев не вернулись с Отечественной войны». |

## Фотографии

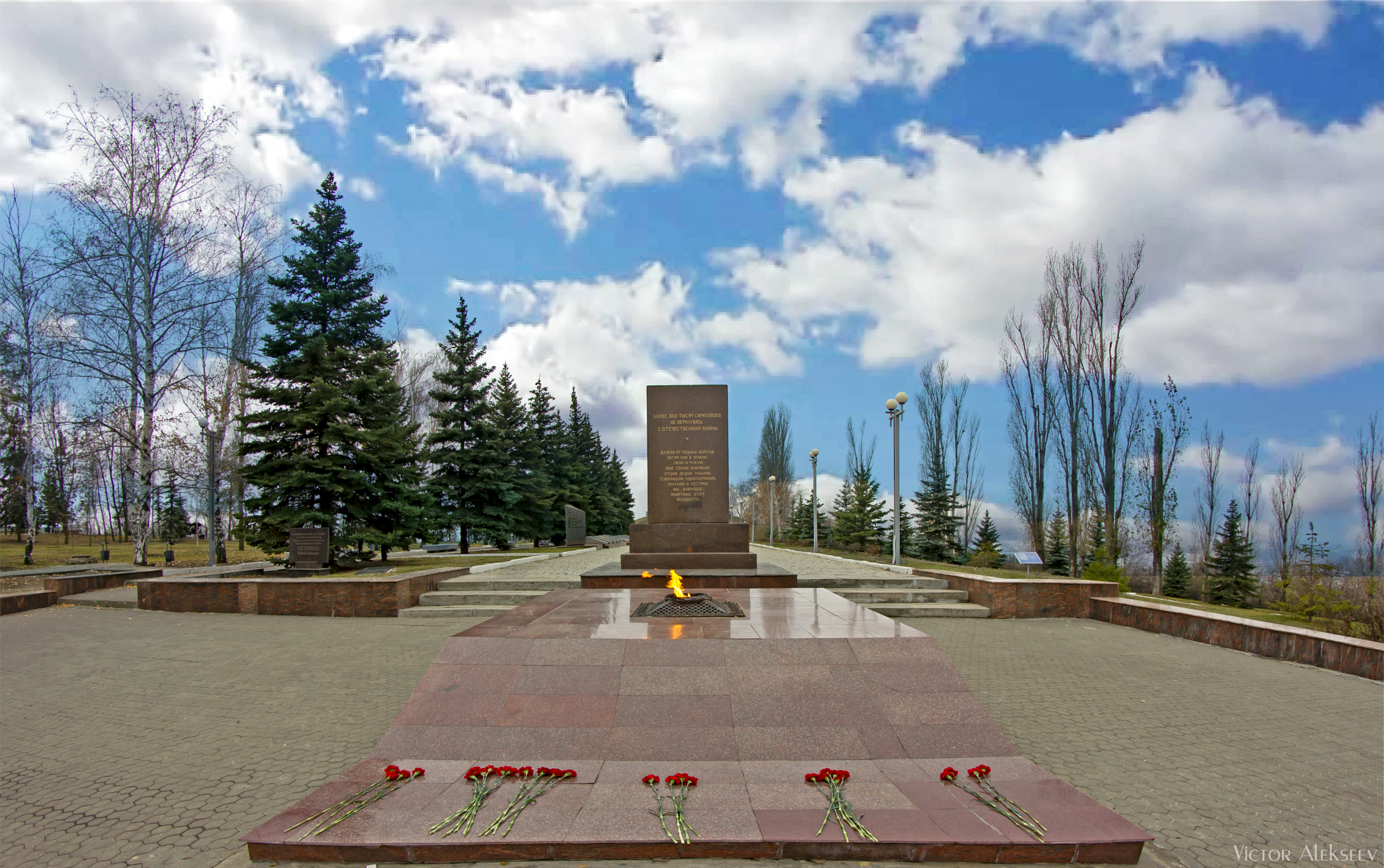
Вечный огонь
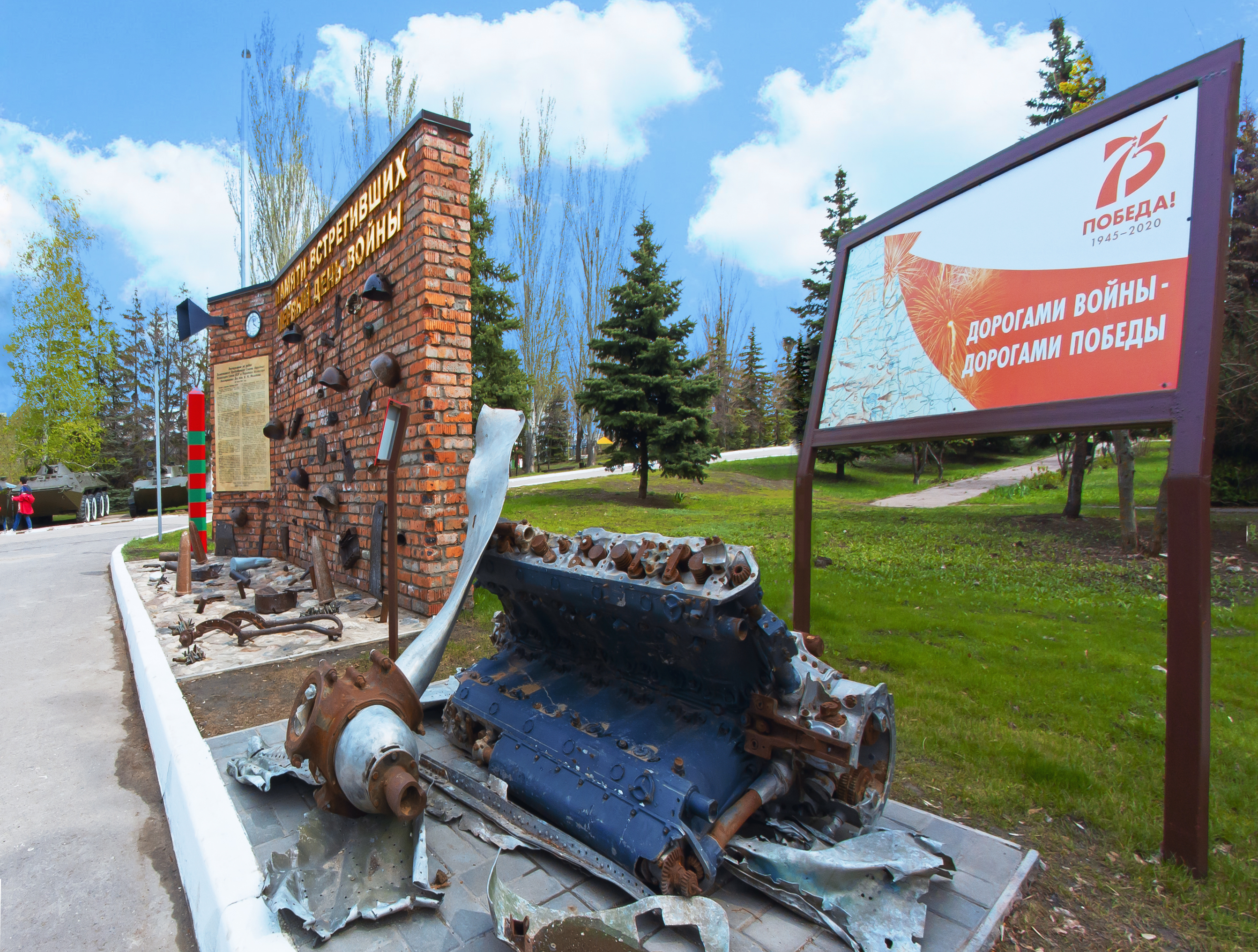
Памяти встретивших первый день войны
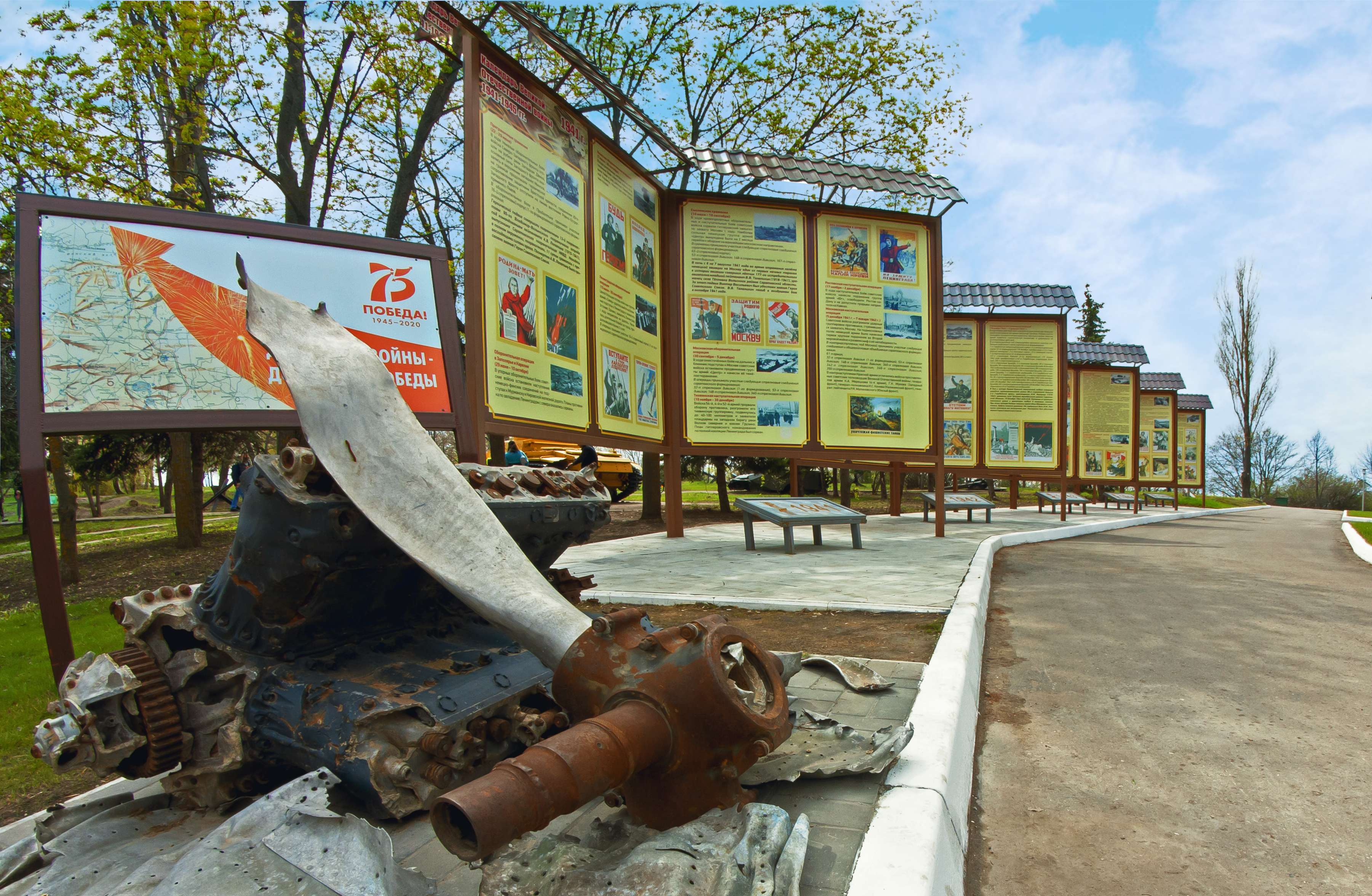
Мемориал
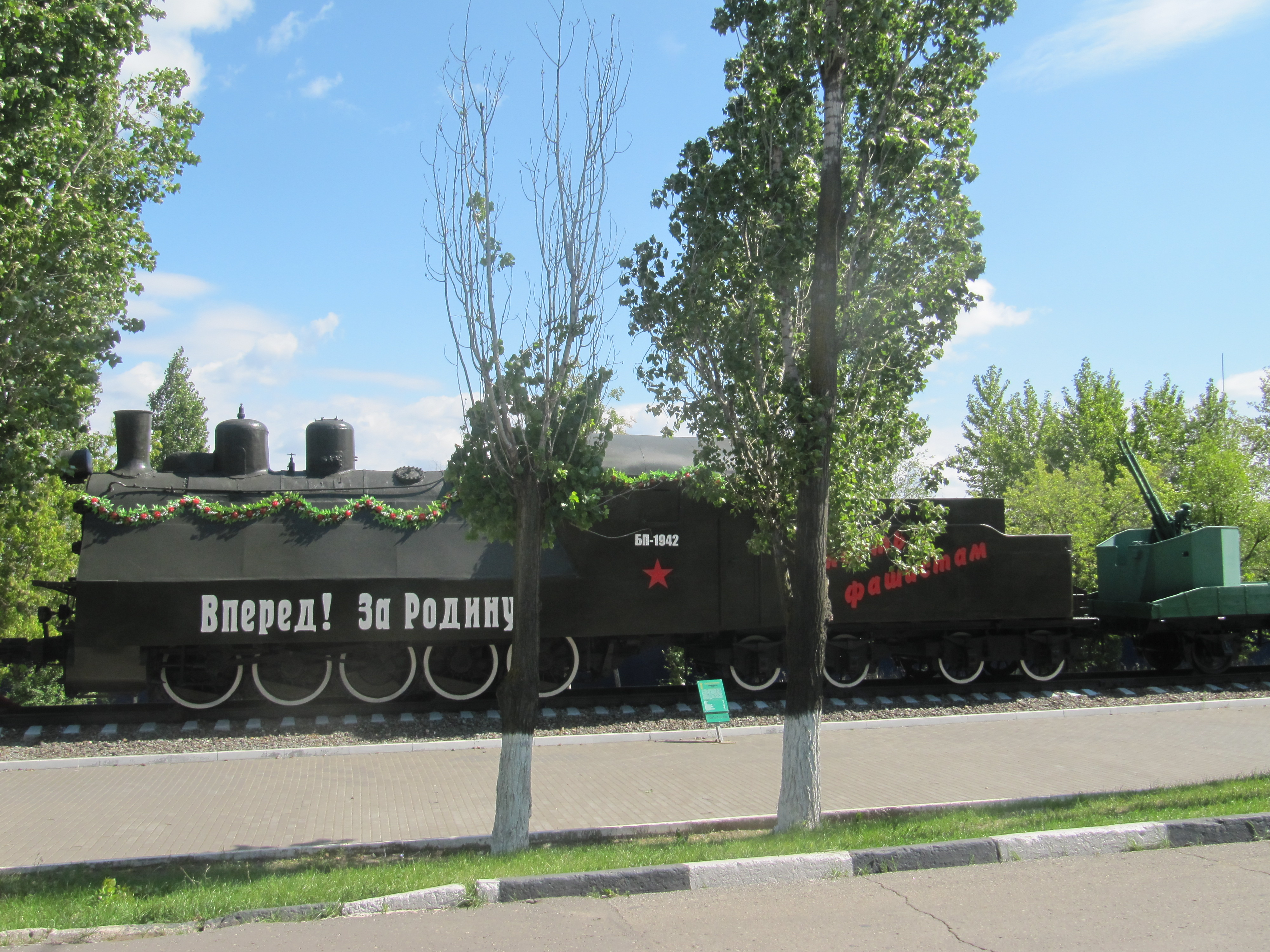
Бронепоезд БП-1942
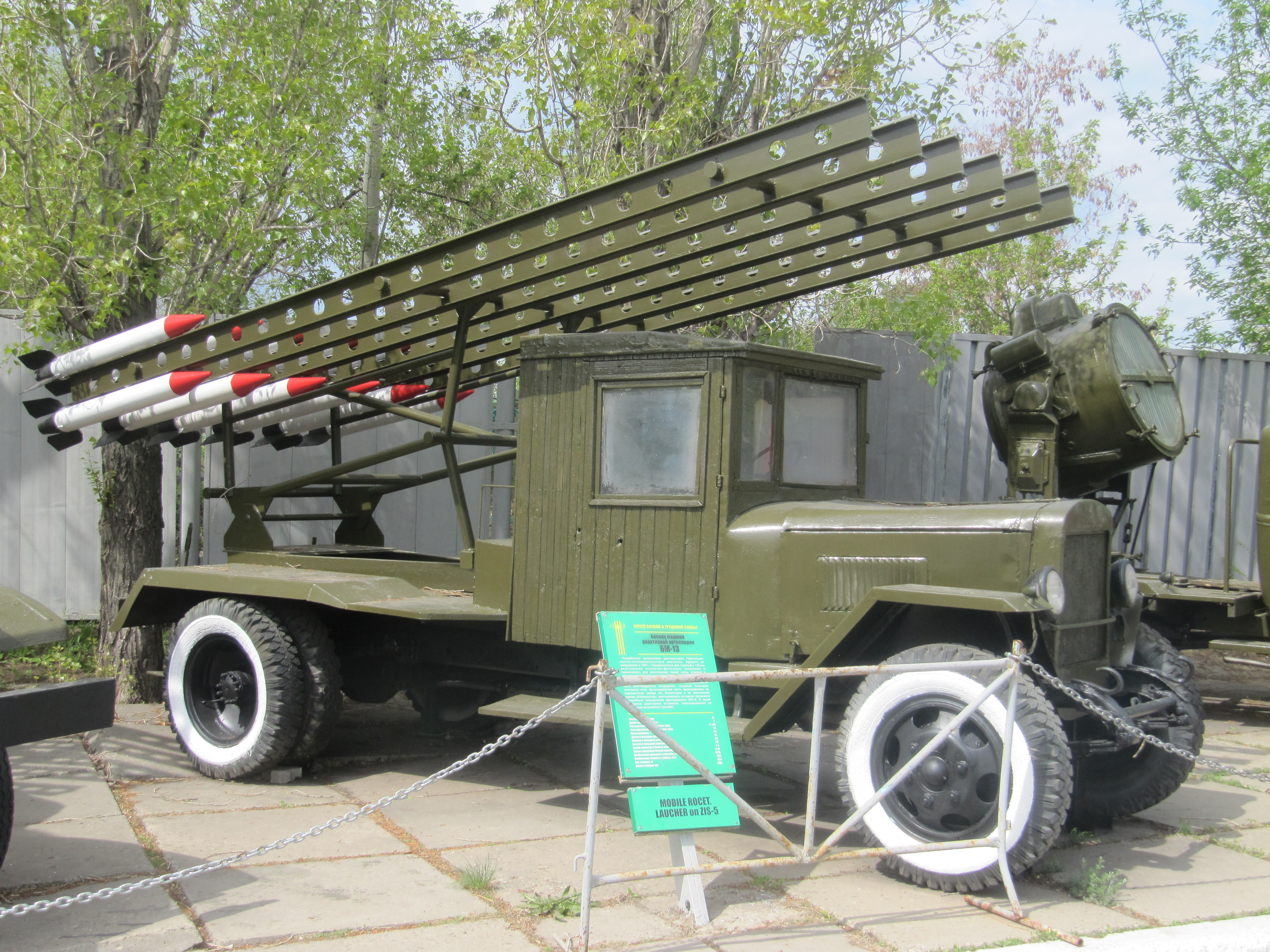
Макет БМ-13
Самоходная артиллерийская установка СУ-100
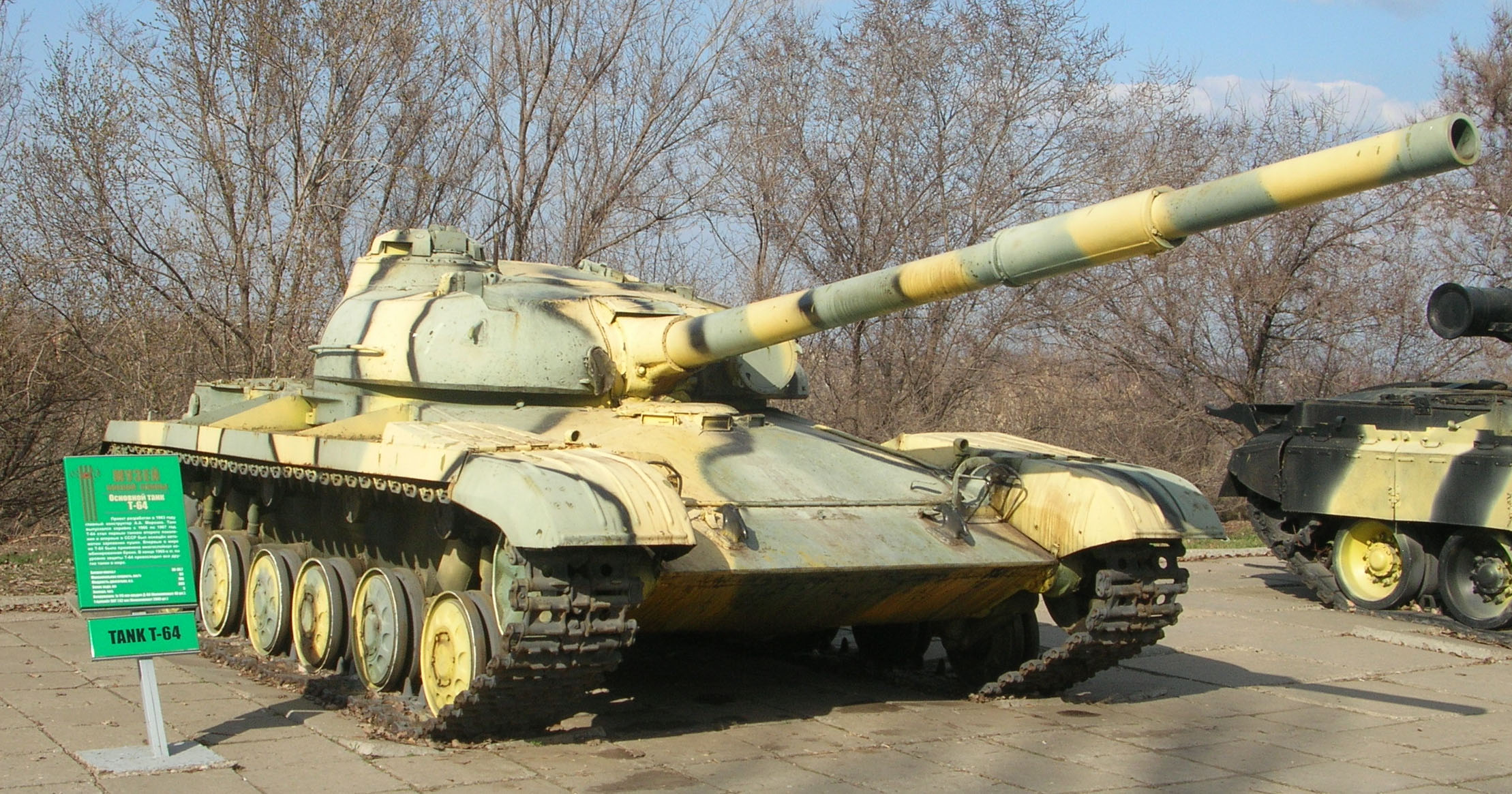
Танк Т-64
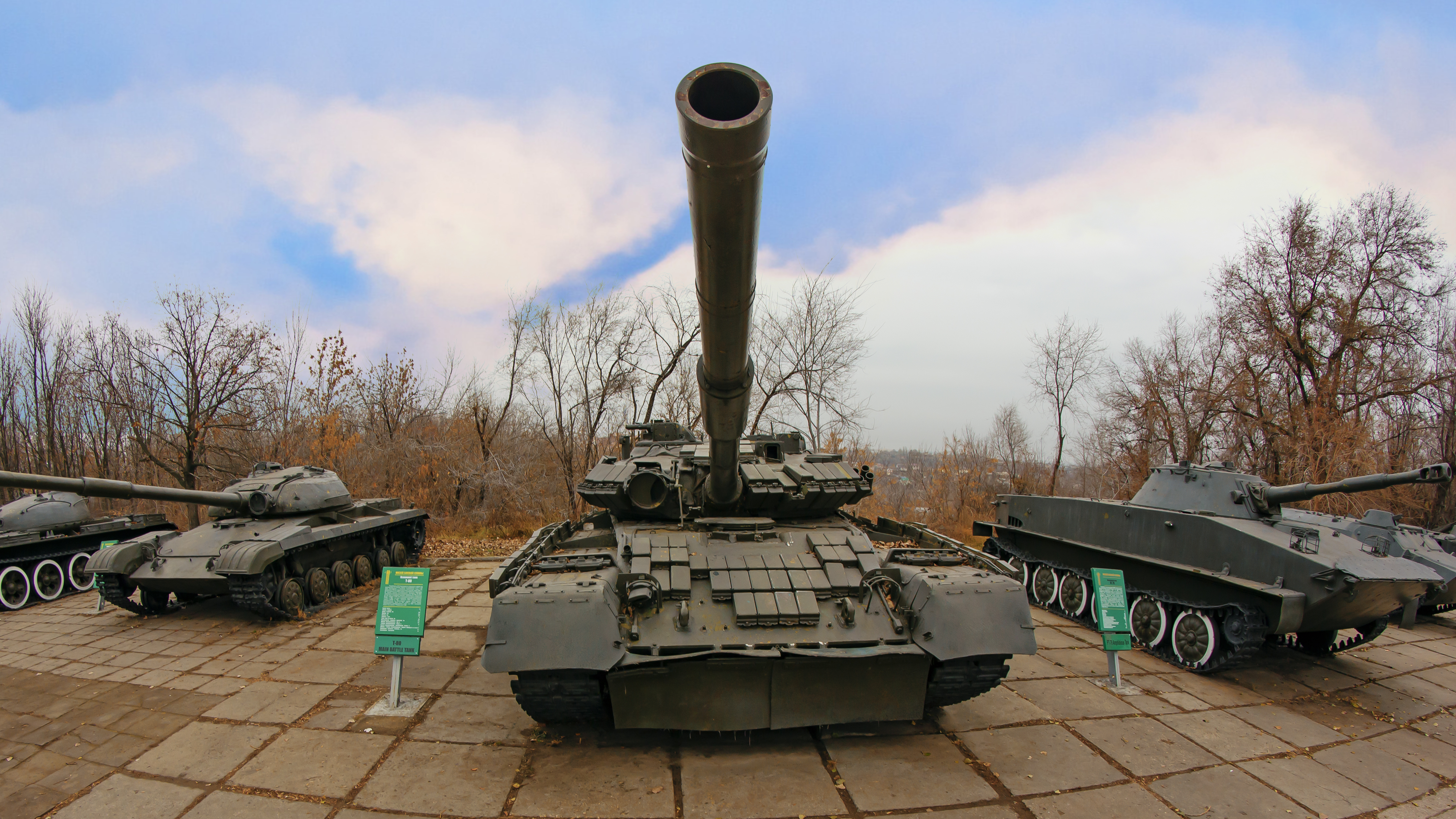
Танк Т-80
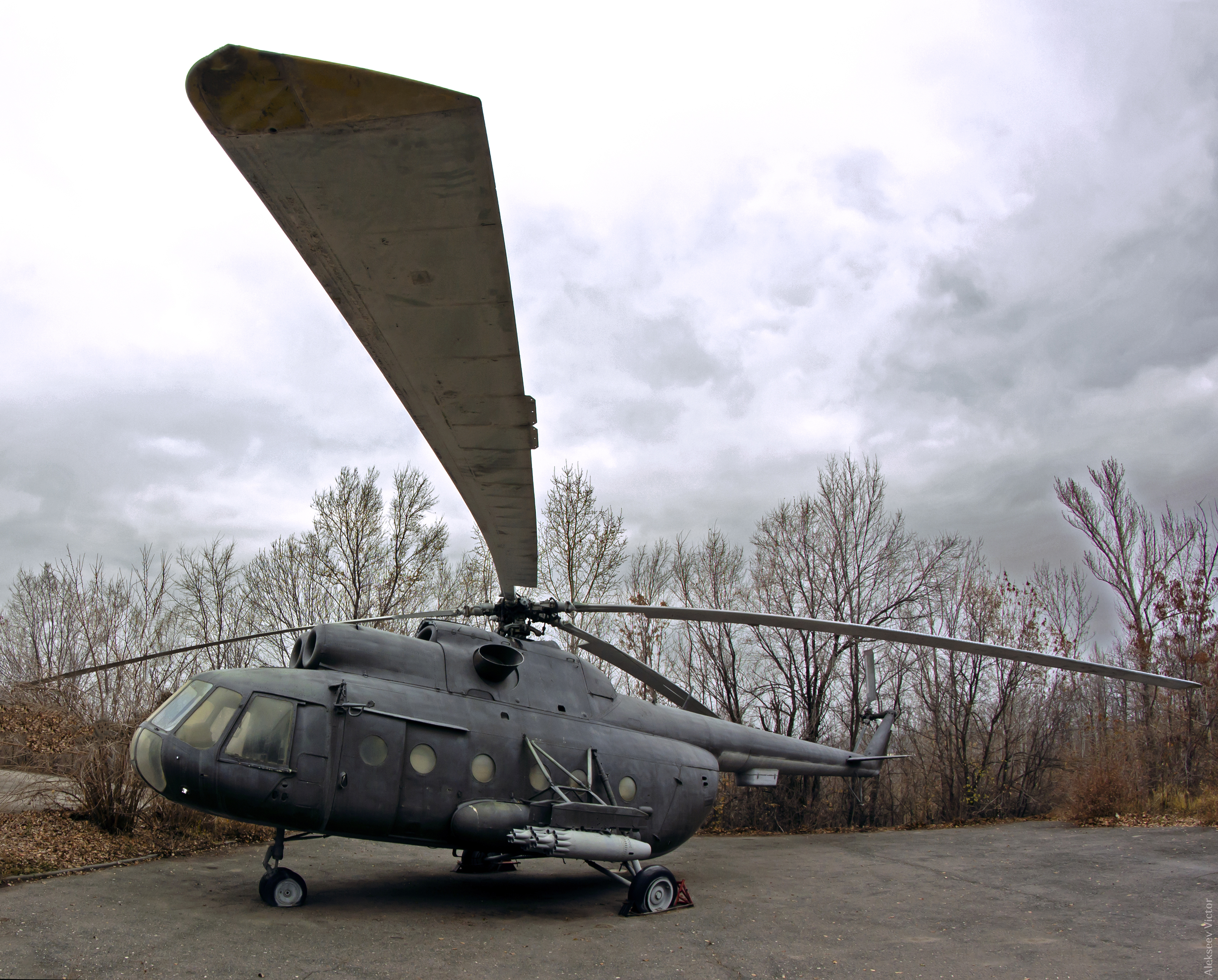
Вертолёт МИ-8Т
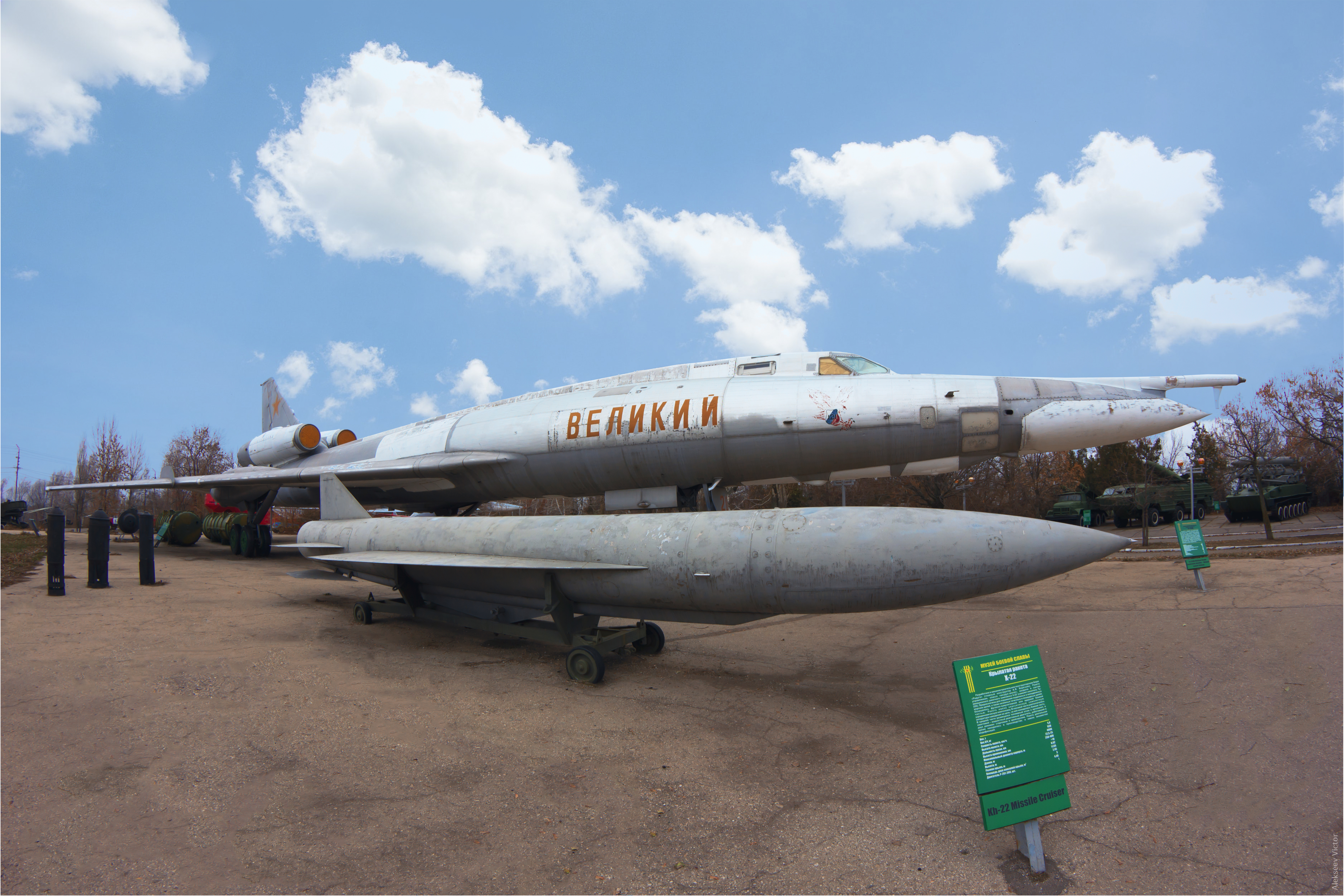
ТУ-22КД
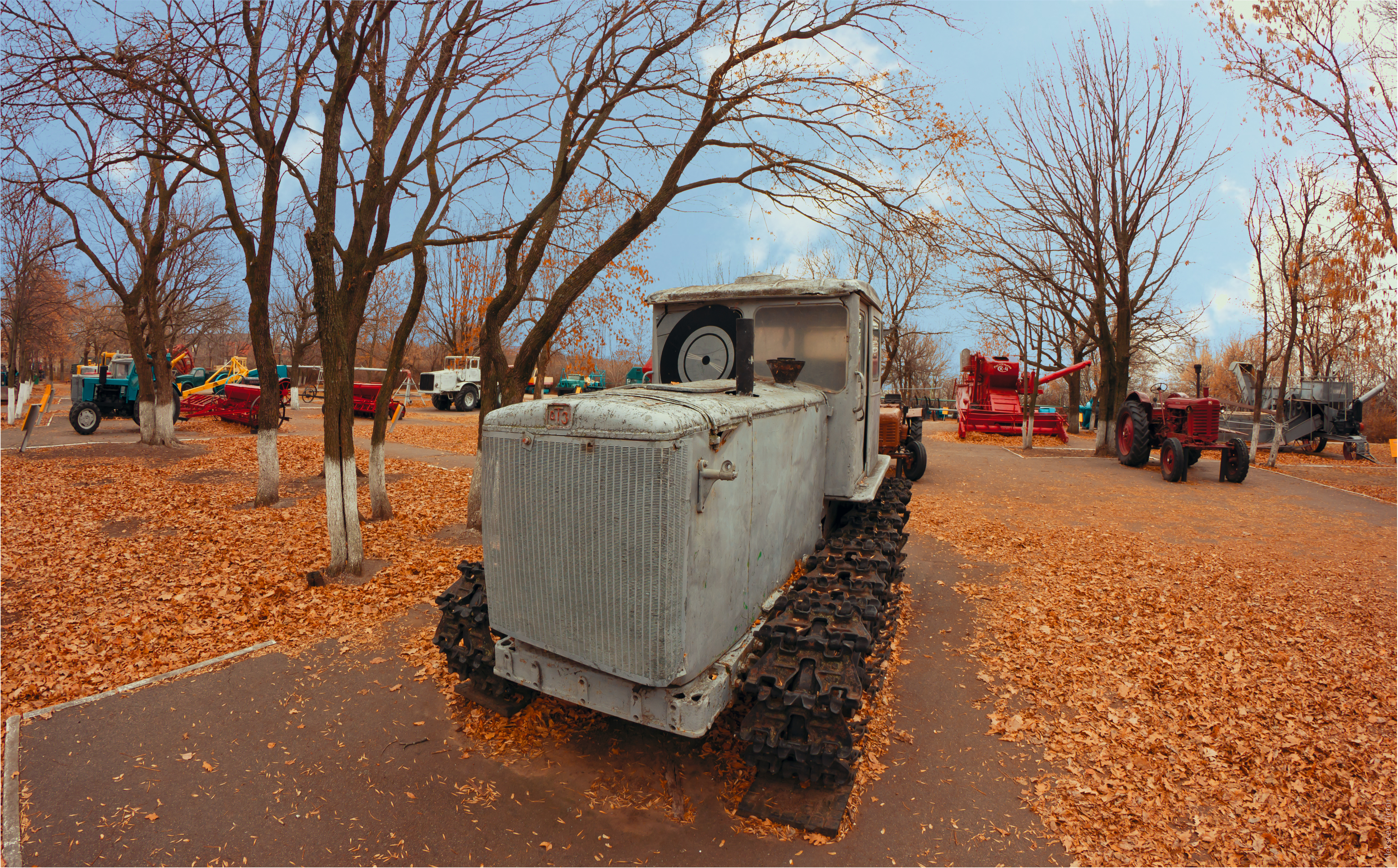
Трактор ДТ-54
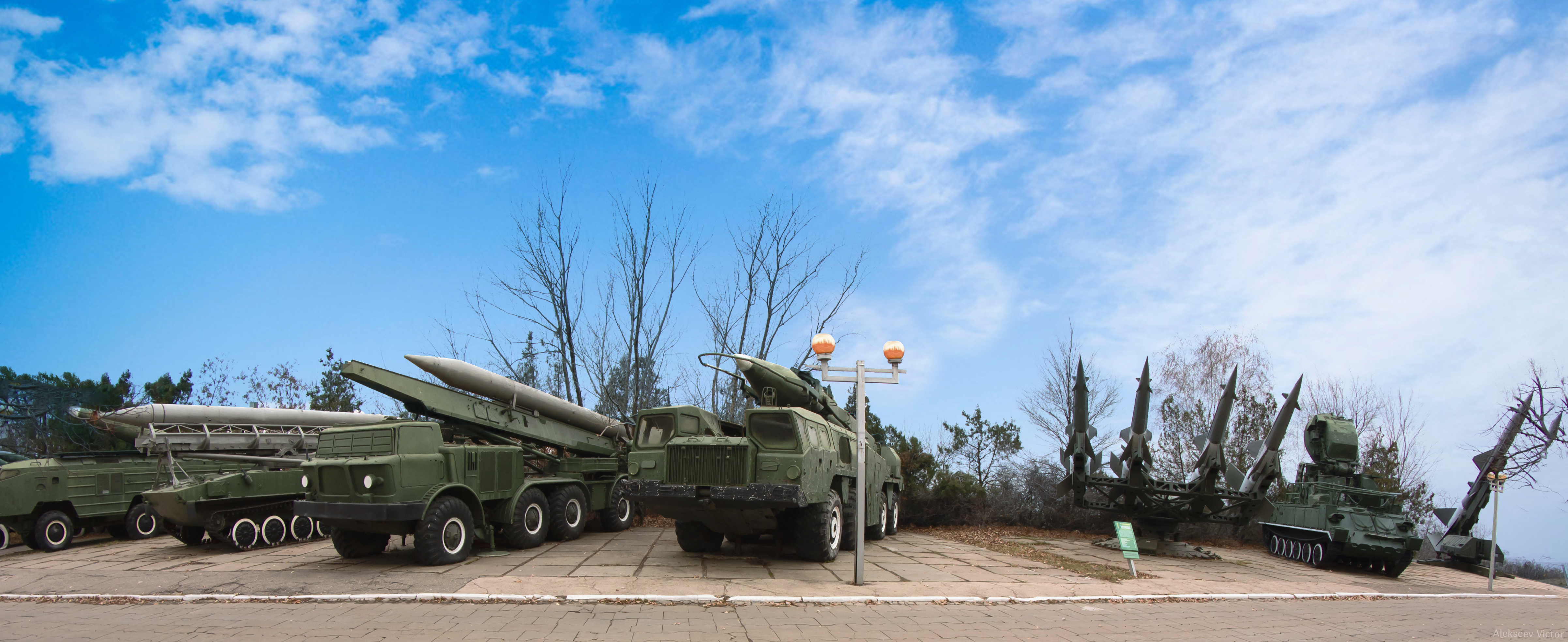
Техника на Косой аллее